# Trigonopleura malayana
Trigonopleura malayana là một loài thực vật có hoa trong họ Peraceae. Loài này được Hook.f. miêu tả khoa học đầu tiên năm 1887.